# 任和嬪
任和嬪（16世纪？—1566年），名失考。任端之女，明朝明世宗朱厚熜之嬪。

## 生平
嘉靖四十五年（1566年）六月初九日，「未封宮嬪」任氏薨逝，賜號為和嬪，詔喪葬如例。任和嬪與宋麗嬪、杜莊妃、王康妃、高常嬪、王常嬪、温靖懿妃趙氏共一墓葬金山 （西山紅石口）。根據《鑑江初集》所錄入的《和嬪任氏壙誌》，任和嬪是大名府內黃縣人，父任端，母張氏，生於嘉靖二十年正月二十五日亥時，嘉靖三十二年正月二十七日選進宮庭，未有封號，嘉靖四十五年六月初六日亥時薨逝，享年二十六歲，同月十三日追封為和嬪。